# Unzela
Unzela is een geslacht van vlinders uit de onderfamilie Macroglossinae van de familie pijlstaarten (Sphingidae).

## Soorten
- Unzela japix (Cramer, 1776)
- Unzela pronoe Druce, 1894

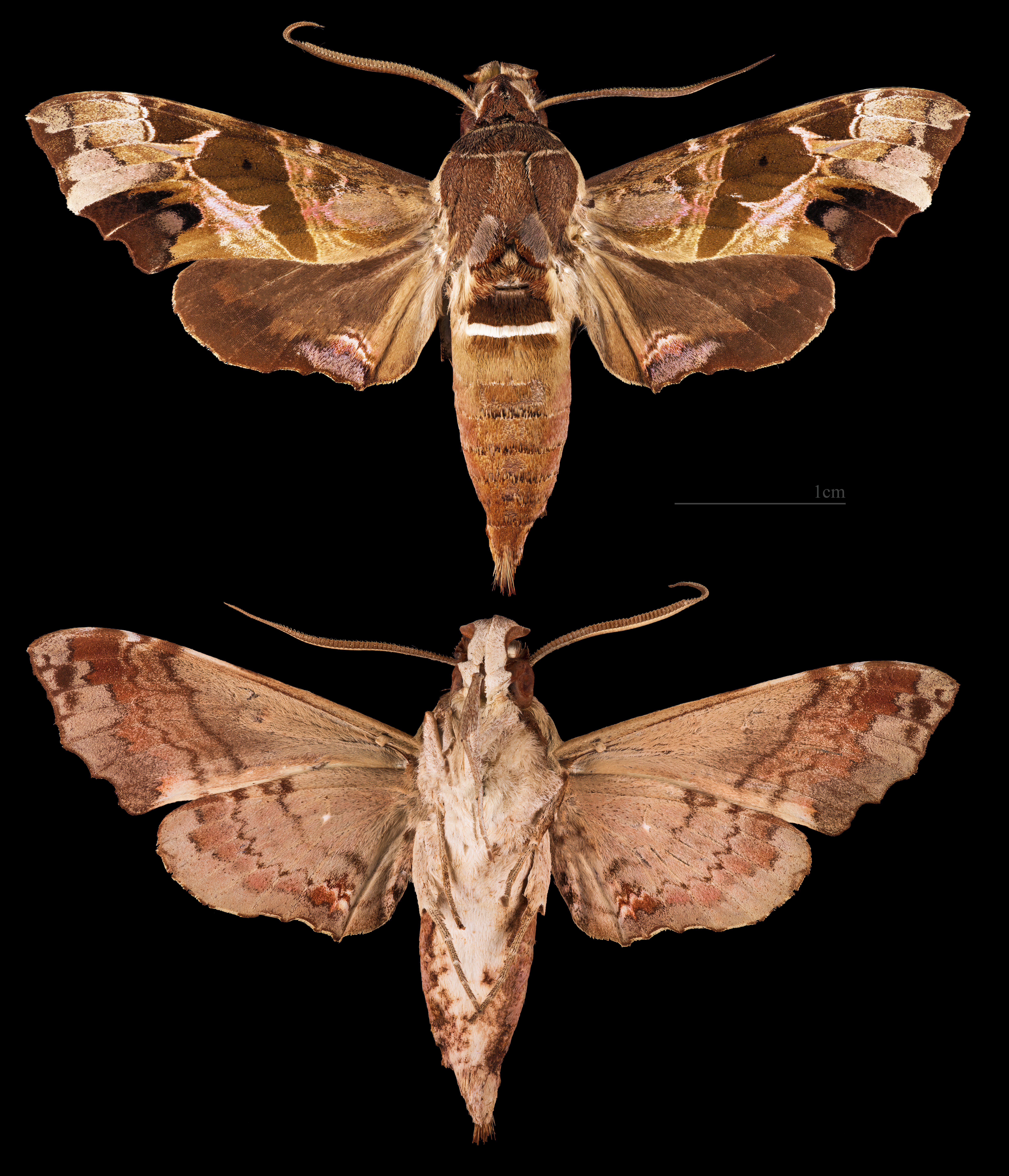
Unzela japix
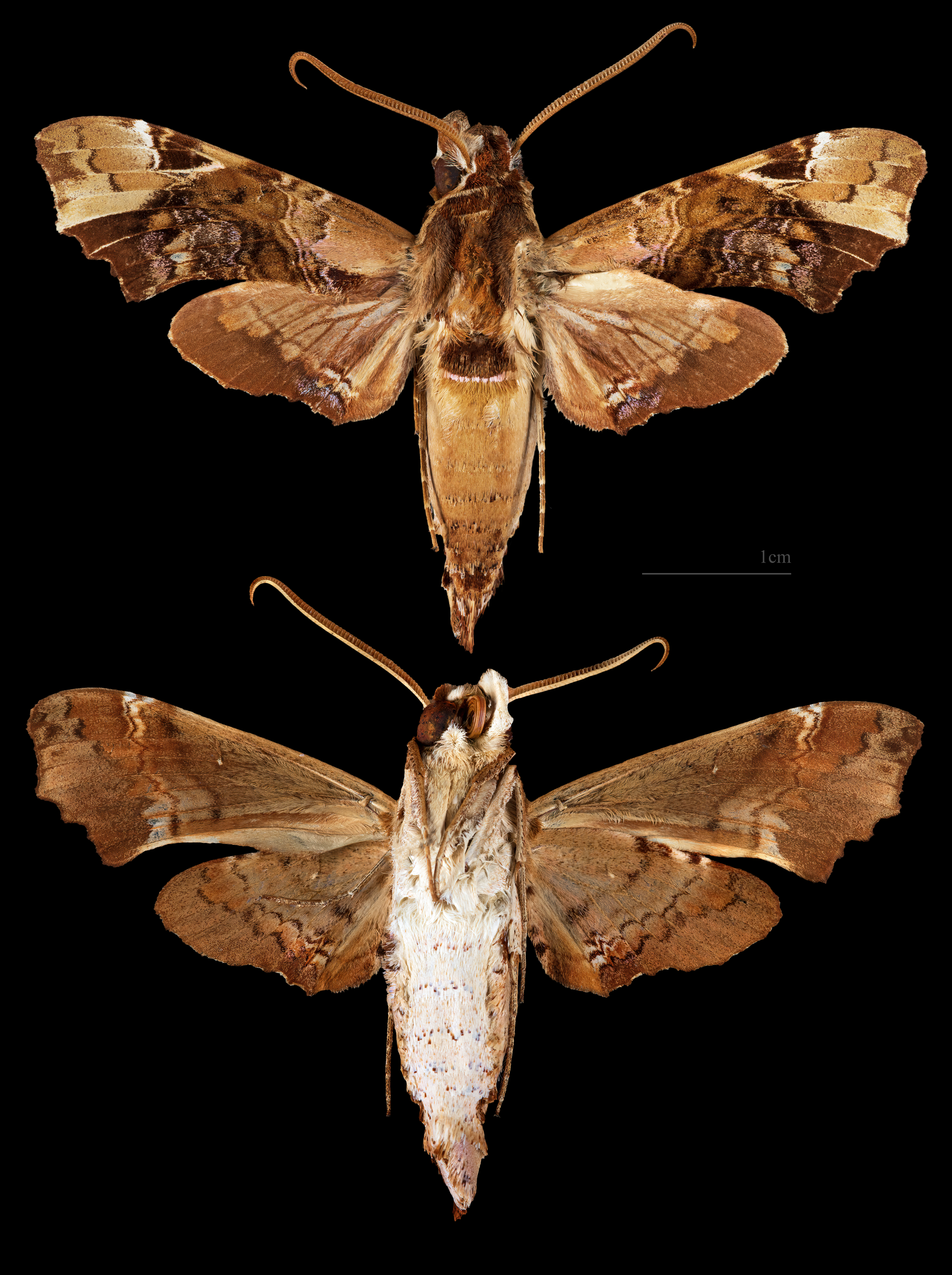
Unzela pronoe